# Giulio Turchi
Giulio Turchi (Impruneta, 14 febbraio 1902 – 13 febbraio 1974) è stato un politico italiano.

## Biografia
Viene eletto nelle file del Partito Comunista Italiano nella I e II legislatura alla Camera dei deputati, dal 1948 al 1958.